# Podabrus fragiliformis
Podabrus fragiliformis là một loài bọ cánh cứng trong họ Cantharidae. Loài này được Kang & Kim miêu tả khoa học năm 2000.